# 中立売通

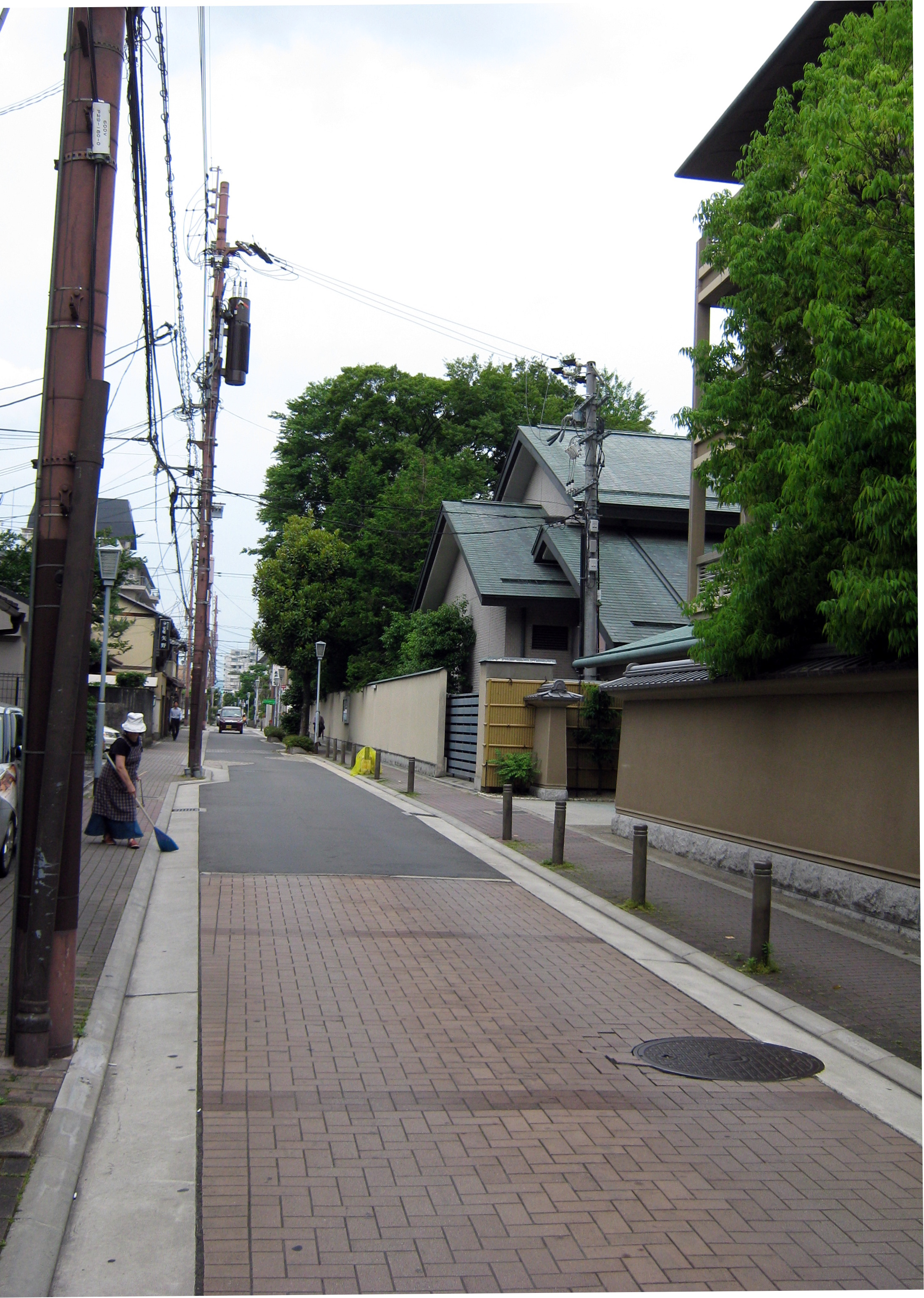
烏丸通より西を見る

中立売通（なかだちうりどおり、なかだちゅうりどおり）は京都市の東西の通りの一つ。京都御苑の中立売御門から西へ七本松通で一条通に接続する。堀川通までは東行の一方通行であり、コミュニティ道路で歩道が広くなっており車道が狭い。また烏丸通から油小路通にかけて京都府などの公共機関が多い。堀川通以西、千本通までは歩道の整備された2車線の道路となり、市バス路線となっている。千本通を過ぎてからも2車線道路だが、道幅は狭い。
中立売通の名称は沿道に、店舗を構えない立ち売りが多かったことに由来しているが、平安京の頃は正親町小路（おおぎまちこうじ）と呼ばれており、今でも正親小学校（せいしんしょうがっこう）として名を残す。
安土桃山時代には中立売通は天皇の住む禁裏と豊臣秀吉の住む聚楽第を一直線に結ぶ道であり、1588年（天正16年）4月 と1592年（天正20年）1月における2回の後陽成天皇の聚楽第行幸は、中立売通を通って行われた。

## 公共交通
堀川通 - 千本通間は京都市営バス50号系統が走っている。これは京都市電堀川線（通称北野線、Ｎ電）（1961年（昭和36年）廃止）の代替である。

## 沿道の主な施設･名所
- 京都御苑　中立売御門
- 京都府民ホール
- 京都府計量検定所
- 京都中立売室町郵便局
- 京都市立新町小学校
- 京都ブライトンホテル。ブライトンホテルズ傘下のホテル。
- 京都橘学園（京都橘大学、京都橘中学校・高等学校等を擁する）発祥の地。同学園の前身である京都女子手藝學校が明治35年（1902年）、この地に開校したことを示す記念碑が新町通･西洞院通間南側にある。
- 京都林務事務所
- 京都府家庭支援総合センター
- 初代上京区役所跡（標柱）
- ＮＴＴ西陣別館（旧京都中央電話局西陣分局舎）。岩元禄設計。大正10年12月竣工。外観は国指定重要文化財。
- 因州鳥取藩京都藩邸跡（駒札）
- 堀川第一橋。京都市指定有形文化財。土木学会選奨土木遺産。
- 日本初のバス事業発祥の地。堀川第一橋の西側、現在ファミリーマートのある場所に二井商会（じせいしょうかい）があり、明治36年（1903年）9月20日、ここを起点に堀川中立売 - 七条駅、堀川中立売 - 祇園間の２路線で乗り合い自動車の運行が始った。日本バス協会はこれを記念して9月20日を「バスの日」に制定している。
- 聚楽第址（標柱）。聚楽第東堀の跡に建つ。
- 京都西陣公共職業安定所（ハローワーク西陣）
- 勝福寺（親鸞聖人旧蹟）（駒札）
- 聚楽第址（標柱）。聚楽第西堀の跡に建つ。
- 京都市立正親小学校
- 京都中立売千本郵便局